# Шапчи
Шапчи или Шапчи хан, Шапчи хане (на гръцки: Σάπες, Сапес, на турски: Şapçı, Шапчъ) е град в Гърция, център на дем Марония-Шапчи.

## История
Селището възниква като хан, около който в петък става пазар. Търговското издигане на Шапчи като втори център в околията след Гюмюрджина става през 80-те години на 19 век, когато българите - мнозинство в околията, започват да бойкотират пазара в Марония. Шапчи постепенно се въздига като градче, населено предимно от преселници от съседното село Калайджидере, разположено на 6-7 километра на югоизток. Първите създатели на Шапчи са калайджидерските първенци Хаджи Шенко Николов, Хаджи Вълчо Пандалеев, вуйчо на Хаджи Вълчо Хаджистоянов, Хаджи Вълчо Георгиев, Никола Семерджиев, Тодор Димитров Келмитрев, Хаджи Георги, Тодор Терзистоянов. Дюкяни в Шапчи отварят и сачанлийци като поп Илия Ангелов, манастирци като Петко Бочуков и Иван Карабаджака, петковци като Петко Каварджиков и други.
На високия северен склон е построен нов квартал. Там са заселени завърнали се от руския черноморски ареал понтийски гърци, те все още продължават да говорят помежду си на руски език.

## Личности
Родени в Шапчи
- Бела Симеонова Кляшева (1919 - ?), съпруга на Лазар Пачов, екзекутиран заедно с брат си Пантелей Пачов в 1942 година в Пловдив, авторка на спомени[5]
- Милчо Атанасов Хаджишенков (31 май 1917 - ?), завършил в 1942 година право в Софийския университет[6]

Починали в Шапчи
- Вълчо Хаджиев (1871 – 1920), български революционер от ВМОРО